# Scott Moir
Scott Moir (n. 2 septembrie 1987, London, Ontario, Canada) este un autobiograf ce a reprezentat Canada, medaliat olimpic. A participat la 3 ediții ale Jocurilor Olimpice (2010, 2014, 2018) în care a câștigat 3 medalii de aur și două medalii de argint.